# RD-56
RD-56是苏联第一款液氢液氧火箭发动机，世界上第一款高压补燃的氢氧发动机。RD-56首次将同轴泵结构引入氢氧发动机，其后苏联设计的RD-57和RD-0120也都采用了这种结构，成为了一种苏联特色的氢氧发动机设计。

## 历史
伊萨耶夫设计局（现在的KB KhIMMASH）负责。用于登月的N-1火箭的上面级。N1火箭由于4次发射失败而被放弃。后来以KVD-1的名称卖给ISRO，交易价格1.2亿美元。Glavcosmos出口ISRO两台发动机并承诺转让技术。
1991年，苏联与印度签署了转让KVD-1发动机技术的政府协议。1993年7月，美国以违反Missile Technology Control Regime的理由，对ISRO与Glavkosmos实施制裁。ISRO被迫开发自己的低温发动机项目。
ISRO总计进口了7台KVD-1。这些发动机的推重比较低。后来苏联优化了发动机以支持2.5吨的卫星荷载。2007年发射的INSAT-4CR卫星发射重量2,140 kg。

## 技术指标
单燃烧室。工作原理为：全部液氢在氢泵加压后对喷管与燃烧室再生冷却，气化后全部进入预燃室与少量液氧燃烧成富燃燃气，推动一个涡轮后进入燃烧室。液氧由氧泵加压后分为两路，大部分直接进入燃烧室，少部分进入预燃室。氧泵和氢泵以及涡轮为同轴结构，没有预压泵。氢氧选择了较高的混合比（6.5：1）。
- 干重  : 282 kg (621 lb).
- 高          : 2.14 m
- 直径        : 1.56 m
- 真空推力    : 7.5 t
- 比冲  : 462 s
- 燃烧时间    : 800 s[7]

## 使用
- 质子-M第4级
- GSLV Mk I
- GSLV Mk II[8]
- 安加拉火箭
- KVTK